# ناحية أخترين
ناحية أخترين إحدى نواحي سوريا تتبع إداريّاً لمحافظة حلب منطقة اعزاز ومركزها بلدة أخترين، بلغ تعداد سكان الناحية 39,385 نسمة حسب التعداد السكاني لعام 2004.

## بلدات وقرى ناحية أخترين
عبلة، أخترين، العزيزية، باروزة، البياضية، بغيدين، بحورتة، بليخة، دابق، دوديان، دوير الهوا، تل عار شرقية، تل بطال شرقي، عين الأسود، إكسار، غيطون، الغيلانية، غرور، الغوز، الحميدية، الحردانة، جكة، كعيبة، كدريش، خلفتلي، المسعودية، عويلين، قعر كلبين، قبتان، قزم، قره مزرعة، سموقة، صندرة، طعانة، تل شعير، طاط حمس، تلتانة، ثلاثينة، تركمان بارح، طويس، واش، تل عار غربية، زيادية، أرشاف.